# 弗兰克·丘奇-不归路河原野

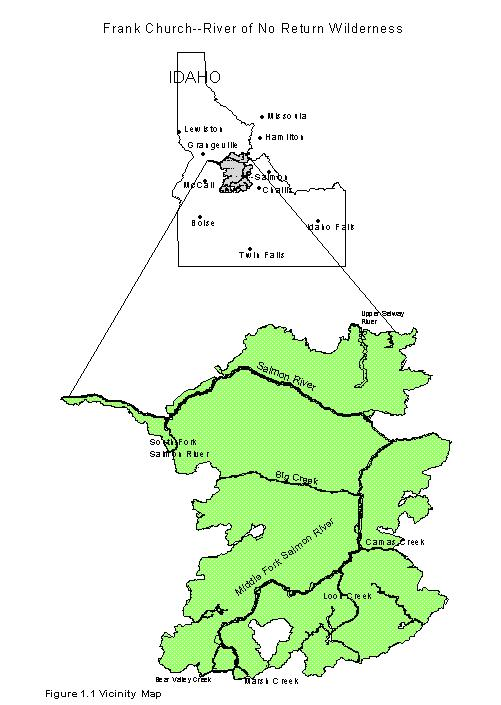
爱达荷州的地图，显示出弗兰克·丘奇-不归路河原野的位置

弗兰克·丘奇-不归路河原野是美国爱达荷州一处受保护的荒原地区，1980年间由美国国会设立，1984年更名为目前的名称，以此纪念美国参议院议员弗兰克·丘奇。该荒原是美国除阿拉斯加州外最大的一片荒原，面积2,366,757英畝（9,577.93平方）。